# Pinamar (partido)
Pinamar (Partido de Pinamar) is een partido in de Argentijnse provincie Buenos Aires. Het bestuurlijke gebied telt 20.666 inwoners.

## Plaatsen in partido Pinamar
- Cariló
- Montecarlo
- Ostende
- Pinamar
- Valeria del Mar